# Bryan Hitch
Bryan Hitch (22 aprile 1970) è un fumettista britannico.
È il co-creatore e il disegnatore di The Authority e di Ultimates.
Ha lavorato anche su titoli come Sensational She-Hulk, X-Men, Superman e Stormwatch e, per la Marvel UK, Action Force, Doctor Who,  Mys-Tech Wars e Death's Head.
Hitch è stato inoltre character design artist dei lungometraggi animati Ultimate Avengers e Ultimate Avengers 2, così come del videogioco Incredible Hulk: Ultimate Destruction.

## Opere
- Transformers n. 151, 171-172, Marvel UK, 1988)
- Culture Shock (Doctor Who Magazine n. 139, 1988)
- Death's Head  Volume 1 (paperback, 2007), che raccoglie:
  - High Noon Tex (Dragon's Claws n. 3, Marvel UK, 1988)
  - Death's Head n. 1-5, 7 (1988-1989)
  - The Deadliest Game (in Marvel Comics Presents n. 76, Marvel Comics 1991)
- Death's Head  Volume 2 (paperback, 2007) che raccoglie:
  - Death's Head n. 10 (1988-1989)
- Death's Head II n. 1 (1992)
- The Incomplete Death's Head n. 8-9, 11-12 (1993)
- Sensational She-Hulk n. 9-11, 13-20, 24-26 (1989-1991)
- Hell's Angel n. 1, 3-5 (1992)
- Mys-Tech Wars (Marvel UK, 1993)
- Teen Titans n. 21 (DC Comics, 1994)
- The Uncanny X-Men n. 323, 331 (Marvel Comics, 1995, 1996)
- X-Men vs Brood: Day of Wrath (Marvel Comics, 1997)
- Excalibur n. 104-105 (Marvel, 1997)
- Stormwatch n. 4-11 (WildStorm, 1998)
- The Authority n. 1-12 (Wildstorm, 1999-2000)
- Ultimates n. 1-13 (Marvel Comics, 2002-2004)
- Thing/She-Hulk: The Long Night  (one shot, Marvel Comics, 2002, ristampato in The Thing: Freakshow)
- Ultimates 2 n. 1-13 (Marvel Comics, 2004-2007)
- Fantastic Four n. 554-568 (Marvel Comics, 2008-2009)
- Capitan America: Rinato, miniserie di 5 numeri scritta da Ed Brubaker (Marvel Comics, 2009)
- Justice League of America, vol.[1] 4, n. 1–4, 6–9 (DC Comics, 2015–2016)